# Jacques Mouvet
Jacques Mouvet (Ixelles, 16 dicembre 1912 – ...) è stato un bobbista belga, medaglia d'argento olimpica nel bob a quattro a Sankt Moritz 1948.

## Biografia
Attivo nella seconda metà degli anni quaranta, ha gareggiato nel ruolo di frenatore per la squadra nazionale belga.
Ha partecipato ai Giochi olimpici invernali di Sankt Moritz 1948, concludendo al quarto posto nel bob a due e conquistando la medaglia d'argento nel bob a quattro con i compagni Max Houben, Freddy Mansveld e Louis-Georges Niels.
Ha inoltre preso parte ad almeno due edizioni dei campionati mondiali, conquistando in totale due medaglie nella rassegna di Sankt Moritz 1947: quella di bronzo vinta nel bob a due in coppia con Max Houben e quella d'argento colta nella specialità a quattro con Max Houben, Claude Houben e Albert Lerat. Nell'edizione successiva di Lake Placid 1949 ebbe un grave incidente durante una discesa di prova nel bob a due, al quale sopravvisse nonostante le lesioni riportate al cranio e alla schiena; il suo pilota Max Houben perì invece sul colpo.

## Palmarès

### Olimpiadi
- 1 medaglia:
  - 1 argento (bob a quattro a Sankt Moritz 1948).

### Mondiali
- 2 medaglie:
  - 1 bronzo (bob a due a Sankt Moritz 1947).
  - 1 argento (bob a quattro a Sankt Moritz 1947).